# Ershovsky (huyện)
Huyện Ershovsky (tiếng Nga: ? райо́н) là một huyện hành chính tự quản (raion), của Tỉnh Saratov, Nga. Huyện có diện tích 4152 km², dân số thời điểm ngày 1 tháng 1 năm 2000 là 55100 người. Trung tâm của huyện đóng ở Ershov.